# Paul di Resta
Paul di Resta (n. 16 aprilie 1986, Uphall⁠(d), West Lothian, Scoția, Regatul Unit) este un pilot de curse britanic din Scoția, care concurează în Campionatul Mondial de Anduranță FIA pentru Peugeot Sport în cadrul LMH. A condus în Formula 1 pentru Force India din 2011 până în 2013 și a devenit pilot de rezervă pentru echipa Williams F1 în 2016, conducând o singură cursă pentru ei ca pilot înlocuitor în 2017. Fost campion de Deutsche Tourenwagen Masters (DTM) și Formula 3 Euro Series, di Resta nu și-a asigurat un loc în Formula 1 pentru 2014, ci s-a alăturat echipei Mercedes pentru a concura din nou în DTM. A fost comentator pentru Sky Sports între 2016 și 2022 la evenimentele de F1.

## Cariera în Formula 1
| Sezon | Echipă                     | Puncte      | Loc clasament general |
| ----- | -------------------------- | ----------- | --------------------- |
| 2010  | Force India F1 Team        | Pilot teste | -                     |
| 2011  | Force India F1 Team        | 27          | 13                    |
| 2012  | Sahara Force India F1 Team | 46          | 14                    |
| 2013  | Sahara Force India F1 Team | 48          | 12                    |

## Cariera în Motor Sport
| Sezon | Competiție                   | Puncte | Loc clasament general |
| ----- | ---------------------------- | ------ | --------------------- |
| 2005  | Formula 3 Euro Series        | 32     | 10                    |
| 2006  | Formula 3 Euro Series        | 86     | 1                     |
| 2007  | Deutsche Tourenwagen Masters | 32     | 5                     |
| 2008  | Deutsche Tourenwagen Masters | 71     | 2                     |
| 2009  | Deutsche Tourenwagen Masters | 45     | 3                     |
| 2010  | Deutsche Tourenwagen Masters | 71     | 1                     |